# Chris Cauwenberghs
Chris Cauwenberghs, né le 4 février 1947 à Hemiksem (Belgique) et mort le 23 avril 2025 à Furnes (Belgique), est un acteur belge.

## Biographie
Chris Cauwenberghs a étudié le théâtre au Conservatoire royal de Bruxelles et a reçu des leçons de Nand Buyl et Leo Dewals. Depuis 1997, il joue le rôle de Kabouter Lui dans la série pour enfants Kabouter Plop.
En 2014, il a été annoncé que Chris Cauwenberghs avait un cancer des ganglions lymphatiques, l'empêchant ainsi de jouer le rôle de Kabouter Lui à Plopshows à l'automne.
En juillet 2015, la maison de production Studio 100 a annoncé que sa santé s'améliorait. Après une chimiothérapie lourde et une radiothérapie, l'acteur a vaincu le cancer.
Chris Cauwenberghs meurt le 23 avril 2025 à Furnes.

## Filmographie
- 1997 : Kabouter Plop : Kabouter Lui